# Championnat de Belgique de football 1961-1962
Navigation
Saison précédente Saison suivante
Le championnat de Belgique de football 1961-1962 est la 59e saison du championnat de première division belge. Son nom officiel est « Division 1 ».
Le Royal Sporting Club Anderlechtois décroche facilement le neuvième titre de son Histoire. Les Mauves mènent le classement d'un bout à l'autre et sont sacrés après 25 journées. Ils terminent alors la compétition « en roue libre ». Le Standard et l'Antwerp se disputent la deuxième place qui revient aux Liégeois.
L'Eendracht Alost est au centre d'une polémique prenant naissance lorsqu'elle reçoit le Standard dans une rencontre à incidents. Avec plusieurs joueurs blessés et/ou suspendu, les Flandriens qui avaient bien commencé le championnat s'écroulent. L'autre place descendante est l'objet d'une lutte âpre qui ne trouve son dénouement que lors de la toute dernière journée.THOR Waterschei est relégué en raison de son plus petit nombre de victoires. Un changement dans le règlement de la fédération intervient cette saison : la préséance est donnée à l'équipe totalisant le plus de victoires. Un an plus tôt, c'est le CS Brugeois qui serait descendu.

## Adaptation du règlement
La fédération belge de football adapte ses règlements. À partir de cette saison « 61-62 », les égalités de points sont départagées en donnant la prédominance au plus grand nombre de victoires (précédemment plus petit nombre de défaites).
La différence de but a remplacé le goal average depuis longtemps mais elle reste anecdotique et ne sert qu'au classement « de fait ». Elle n'est pas prise en compte si la place est montante ou descendante. Un test-match est organisé en cas d'égalité de points et de victoires. Si plus de deux équipes sont concernées un mini-tournoi est organisé.

### Conséquence dans la pratique
À la fin de cette saison, c'est le THOR Waterschei (15e) qui est relégué. Les Limbourgeois terminent à égalité de points (24) avec le CS Brugeois, mais sont devancés: 8 victoires contre 9. Douze mois plus tôt ce sont les Flandriens qui seraient descendus (15 défaites contre 14)

## Clubs participants
Seize clubs prennent part à ce championnat, soit le même nombre que lors de l'édition précédente. Ceux dont le matricule est mis en gras existent toujours aujourd'hui.
| #  | Nom                                         | Mat. | Ville                 | Stades                       | Entraîneur         | En D1 depuis (série) | Total en D1 | Saison précédente |
| -- | ------------------------------------------- | ---- | --------------------- | ---------------------------- | ------------------ | -------------------- | ----------- | ----------------- |
| 1  | Koninklijke Sportclub Eendracht Aalst       | 90   | Alost                 | Stade Pierre Cornelis        | ?                  | 1960-1961 (2e)       | 7e          | 10e               |
| 2  | Royal Sporting Club Anderlechtois           | 35   | Anderlecht            | Stade Émile Versé            | Pierre Sinibaldi   | 1935-1936 (25e)      | 31e         | 3e                |
| 3  | Royal Antwerp Football Club                 | 1    | Anvers                | Bosuilstadion                | Karl Humenberger   | 1901-1902 (53e)      | 58e         | 9e                |
| 4  | Royal Beerschot Athletic Club               | 13   | Anvers                | Kiel                         | Hubert D'Hollander | 1907-1908 (47e)      | 53e         | 4e                |
| 5  | Royal Cercle Sportif Brugeois               | 12   | Bruges                | Stade Edgard De Smedt        | Edmond Delfour     | 1961-1962 (1re)      | 38e         | Division 2 : 2e   |
| 6  | Royal Football Club Brugeois                | 3    | Bruges                | De Klokke                    | Norberto Höfling   | 1959-1960 (3e)       | 40e         | 8e                |
| 7  | Royal Daring Club de Bruxelles              | 2    | Molenbeek             | Stade Oscar Bossaert         | Léonard Denayer    | 1959-1960 (3e)       | 41e         | 5e                |
| 8  | Royal Olympic Club Charleroi                | 246  | Montignies-sur-Sambre | Stade de la Neuville         | Emerich Grunbaum   | 1956-1957 (6e)       | 21e         | 13e               |
| 9  | Koninklijke Football Club Diest             | 41   | Diest                 | Stade De Warande             | Marcel Vercammen   | 1961-1962 (1re)      | 1re         | Division 2 : 1er  |
| 10 | Association Royale Athlétique La Gantoise   | 7    | Gentbrugge            | Stade Jules Otten            | Louis Verstraeten  | 1936-1937 (23e)      | 34e         | 11e               |
| 11 | Royal Football Club Liégeois                | 4    | Rocourt               | Stade Vélodrome Oscar Flesch | Branislav Sekulić  | 1945-1946 (17e)      | 33e         | 2e                |
| 12 | Royal Standard Club Liège                   | 16   | Sclessin              | Stade de Sclessin            | Jean Prouff        | 1921-1922 (38e)      | 43e         | 1er               |
| 13 | Koninklijke Lierse Sportkring               | 30   | Lierre                | Stade Herman Vanderpoorten   | René De Vos        | 1953-1954 (9e)       | 27e         | 12e               |
| 14 | Union Saint-Gilloise Société Royale         | 10   | Forest                | Stade Joseph Marien          | ?                  | 1951-1952 (11e)      | 51e         | 14e               |
| 15 | Koninklijke Sint-Truidense Voetbalverening  | 373  | Saint-Trond           | Stayenveld                   | Raymond Goethals   | 1957-1958 (5e)       | 5e          | 7e                |
| 16 | Koninklijke Waterschei Sportvereniging THOR | 553  | Genk                  | Stade André Dumont           | Mathieu Bollen     | 1957-1958 (5e)       | 7e          | 6e                |

### Localisation des clubs
| Antwerp FC Beerschot AC Lierse SK FC Brugeois CS Brugeois La Gantoise E. Aalst Bruxelles Olympic CC FC Diest Waterschei Sint-Truidense VV Standard CL FC Liégeois |

#### Localisation des clubs bruxellois
Les 3 cercles bruxellois sont :
(5) R. Daring CB
(6) R. SC Anderlechtois
(7) Union Saint-Gilloise SR

## Déroulement de la saison
Anderlecht (10 sur 10) et l'équipe de La Gantoise (9 sur 10) prennent le meilleur envol. Ils sont suivis d'Alost (8, 4v) et du Beerschot (8, 3v), puis du FC Brugeois (7). Le Standard (6), champion en titre, cafouille son entame avec un premier succès acquis seulement lors de la quatrième journée. Les promus de Diest (0) sont à la peine juste derrière le Lierse(1). Les « Mauves bruxellois » perdent leur premier point lors de la 6e journée (1-1, contre le Lierse), mais le même jour, les « Buffalos » sont corrigés par l'Antwerp (2-6).
Le Sporting Anderlecht (18) poursuit sa marche en avant. Le Standard et le « Club Brugeois » (14) sont les premiers poursuivants, avec le Beerschot (13). La Gantoise (11) est rentrée dans le rang. En bas de classement, Diest (9) a progressé et laisse le CS Brugeois (7, 3v), Waterschei (7, 2v), l'Union (5) et le Lierse (4) occuper les quatre dernières positions.

### «Affaire Blavier»
« L'Affaire Blavier », du nom que lui donnent les sympathisants de l'Eendracht Alost, concerne des événements lors d'une rencontre de ce championnat entre l'Eendracht Alost et le Standard. La partie tourne à la confusion, est arrêtée, reprend mais pas jusqu'à son terme, et est finalement perdue sur un score de forfait par les Alostois. La rencontre est programmée le 5 novembre 1961 dans le cadre de la 10e journée du championnat. Alost a bien entamé la compétition avec un « 9 sur 12 » mais vient de subir trois défaites consécutives. Le Standard, à l'inverse, a pataugé son entame de compétition (2 points sur 6) puis s'est repris, et malgré une deuxième défaite à Waterschei (2-0), totalise 12 unités. La veille du match au stade Pierre Cornelis, Anderlecht a conforté sa place de leader en battant le CS Brugeois (2-1) et, toujours invaincu, comptabilise 18 points sur 20.
Le match est rapidement très tendu, heurté. Les joueurs locaux s'énervent car, selon eux, l'arbitre de la rencontre, l'international Arthur Blavier est trop complaisant vis-à-vis des fautes « grossières » commises par les Liégeois. Durant la première période, l'attaquant alostois Jan Van Poelvoorde reçoit un coup de coude et doit être évacué groggy. Après avoir passé une dizaine de minutes dans les vestiaires (à cette époque les remplacements ne sont pas autorisés), il revient sur le terrain. Mais peu avant le repos, il est de nouveau victime d'un vilaine faute. Van Poelvoorde se précipite vers le référée et proteste vigoureusement. Monsieur Blavier lui adresse pour toute réponse un très sec : « Dehors ! », synonyme d'exclusion (les cartons jaunes et rouges ne seront mis en œuvre que dix ans plus tard).
Réduits en infériorité numérique et rapidement menés à la marque peu après le repos, les Alostois perdent leurs moyens. Antoine Van Poelvoorde (frère de Jan) est à son tour exclu pour une faute rugueuse sur Istvan Sztany. Les nerfs sont à vif car l'attaquant rouche en aurait «  rajouté une couche » et, peu après, il galope sans soucis. À l'heure de jeu, c'est l'attaquant des « Oignons », Albert Mayama qui est expulsé pour rouspétance. Onze minutes plus tard, ''Marcel Paeschen'' double l'avance des visiteurs. Furieux et dégoûté, le capitaine d'une « Eendracht » réduite à huit joueurs, Gaston Van der Eslt quitte le terrain et incite ses équipiers à le suivre. 
La rencontre est arrêtée et le public local envahit la pelouse, agressant l'arbitre à coups de mottes de terre. La gendarmerie et les officiels ont toutes les peines du monde à ramener le calme. Après de longues minutes, le match reprend mais ne va pas à son terme car trois joueurs locaux, Gaston Van der Elst, Willy Plas et Lajos Balogh, quittent la pelouse, blessés ou déclarés comme tels. Avec encore 5 Alostois présents, Monsieur Blavier met un terme à la partie.
Ces faits sont jugés sévèrement par l'URBSFA qui inflige une solide amende à l'Eendracht Alost en plus d'une défaite par forfait (0-5). Les joueurs expulsés reçoivent de sévères suspensions.
Selon les responsables du « matricule 90 », cette « Affaire » est la cause de la relégation que le club subit à la fin de la saison. Selon eux, le noyau alostois était suffisamment compétitif pour assurer le maintien, mais les suspensions et périodes de revalidation de certains joueurs blessés, et des spectateurs démoralisés qui ne sont plus venus au stade, sont les causes de la suite calamiteuse de la compétition des pensionnaires du stade Cornelis.
Cette rencontre ne porte pas préjudice à la carrière de l'arbitre Blavier qui officie lors de la Coupe du monde 1962 au Chili (Angleterre-Bulgarie) et dirige la demi-finale Espagne-Hongrie lors de la Coupe d'Europe des Nations 1964, en Espagne. Il n'empêche que les « Oignons » lui gardèrent longtemps rigueur de ce match de novembre '61.
Lors de la 11e journée, le Standard relance la compétition en battant Anderlecht (2-1) à Sclessin. Le même jour, le Beerschot passe 3e en repoussant le FC Brugeois (1-0). Mais les Bruxellois n'ont pas à se soucier de ce revers car ils terminent le premier tour par un 8 sur 8 alors que leurs rivaux les plus proches soit se battent entre eux, soit perdent des points comme le Standard, battu (2-0) à l'Antwerp. L'Union St-Gilloise et le CS Brugeois s'éloignent légèrement de la zone rouge où restent Waterschei (10) et le Lierse (8) - pour rappel champion 1960 - et où plongent St-Trond (2 points sur 14) et surtout Alost (1 point sur 20).
| Classement le 17 décembre 1961 |                  |    |    |    |   |    |              |    |    |   |   |     |                   |    |    |   |   |     |                 |    |    |   |
| P                              | Clubs            | J  | P  | V  |   | P  | Clubs        | J  | P  | V |   | P   | Clubs             | J  | P  | V |   | P   | Clubs           | J  | P  | V |
| 1.                             | SC Anderlechtois | 15 | 26 | 12 | X | 5. | La Gantoise  | 15 | 18 | 7 | X | 9.  | Daring CB         | 15 | 15 | 5 | X | 13. | Eendracht Aalst | 15 | 10 | 4 |
| 2.                             | Standard CL      | 15 | 21 | 9  | X | 6. | Beerschot AC | 15 | 17 | 5 | X | 10. | Union St-Gilloise | 15 | 13 | 5 | X | 14. | St-Truidense VV | 15 | 10 | 3 |
| 2.                             | FC Brugeois      | 13 | 19 | 8  | X | 7. | Antwerp FC   | 15 | 16 | 6 | X | 11. | CS Brugeois       | 15 | 12 | 5 | X | 14. | THOR Waterschei | 15 | 10 | 3 |
| 4.                             | FC Liégeois      | 15 | 18 | 8  | X | 8. | FC Diest     | 15 | 15 | 6 | X | 12. | Olympic Charleroi | 15 | 12 | 4 | X | 16. | Lierse SK       | 15 | 8  | 3 |

### Anderlecht se détache
Les journées « n°16 » et « n°17 » sont amputées respectivement de deux et de quatre rencontres. Ce sont essentiellement des équipes de la seconde partie du tableau qui sont concernées. En tête, Anderlecht réalise un nouveau 10 sur 10 et porte son avance à 7 points sur un Standard qui perd le derby au Club Liégeois (1-0). À la fin du mois de janvier, la lutte pour le maintien reste intense. Derrière l'Union St-Gilloise (15), les sept derniers classés sont groupés sur deux points.
| Positions le 28 janvier 1962 |                  |       |       |       |     |     |     |          |                   |          |          |          |
| Top 6                        | Top 6            | Top 6 | Top 6 | Top 6 | ... | ... | ... | Bottom 6 | Bottom 6          | Bottom 6 | Bottom 6 | Bottom 6 |
| P                            | Clubs            | J     | P     | V     |     |     |     | P        | Clubs             | J        | P        | V        |
| 1.                           | SC Anderlechtois | 20    | 36    | 17    | X   | ... | X   | 11.      | Eendracht Aalst   | 19       | 14       | 5        |
| 2.                           | Standard CL      | 20    | 29    | 13    | X   | ... | X   | 12.      | Olympic Charleroi | 18       | 14       | 5        |
| 3.                           | FC Brugeois      | 20    | 25    | 10    | X   | ... | X   | 13.      | CS Brugeois       | 18       | 14       | 5        |
| 4.                           | La Gantoise      | 19    | 23    | 9     | X   | ... | X   | 14.      | Lierse SK         | 20       | 13       | 5        |
| 5.                           | Antwerp FC       | 20    | 23    | 8     | X   | ... | X   | 15.      | St-Truidense VV   | 18       | 13       | 4        |
| 6.                           | FC Liégeois      | 19    | 22    | 9     | X   | ... | X   | 16.      | THOR Waterschei   | 19       | 12       | 3        |

Lors des journées « n°21 » et « n°22 », une rencontre n'est pas disputée. Si le leader est accroché (0-0) à Alost, le Standard s'incline (3-1) à St-Trond. Les « Mauves bruxellois » ne tremblent pas lors de la venue de La Gantoise (4-2) alors que le déplacement des « Rouches » au Lierse est remis. Si les deux meneurs s'imposent de concert lors de la 23e journée, le choc de la 24e atténue encore le peu de suspense qu'il reste. Anderlecht renvoie son rival liégeois (2-0) et s'octroie douze points d'avance. Cependant avec leur match de retard, les  Liégeois peuvent encore en marquer 14.

### Champion à la25e
Les 4 mars 1962 et 11 mars 1962 sont consacrés aux rencontres remises. Elles concernent majoritairement des équipes du milieu ou du bas de classement sauf le voyage du Standard à la chaussée du Lisp. Les Liégeois s'inclinent (2-1). Lors de la 25e journée, le champion en titre, en déplacement au CS Brugeois subit une  troisième défaite consécutive (2-1). Le Sporting d'Anderlecht remporte (2-0) le derby contre le Daring et s'assure le titre national. À Diest (2-3), l'Eendracht Alost met fin à une série de huit matches sans victoires, mais reste « lanterne rouge ». Les autres clubs « les plus menacés » sont le CS Brugeois, l'Olympic, Waterschei, St-Trond mais aussi le Beerschot qjui après une bonne entame de championnat a sombré. Les « Rats du Kiel »  signent un piètre 6 sur 28 et restent sur quatre défaites de rang.
| Positions le 18 mars 1962 |                  |       |       |       |     |     |     |          |                   |          |          |          |
| Top 6                     | Top 6            | Top 6 | Top 6 | Top 6 | ... | ... | ... | Bottom 6 | Bottom 6          | Bottom 6 | Bottom 6 | Bottom 6 |
| P                         | Clubs            | J     | P     | V     |     |     |     | P        | Clubs             | J        | P        | V        |
| 1.                        | SC ANDERLECHTOIS | 25    | 45    | 21    | X   | ... | X   | 11.      | St-Truidense VV   | 25       | 21       | 7        |
| 2.                        | Antwerp FC       | 25    | 32    | 12    | X   | ... | X   | 12.      | Beerschot AC      | 25       | 21       | 5        |
| 3.                        | Standard CL      | 25    | 32    | 14    | X   | ... | X   | 13.      | THOR Waterschei   | 25       | 20       | 6        |
| 4.                        | FC Brugeois      | 25    | 29    | 11    | X   | ... | X   | 14.      | CS Brugeois       | 25       | 19       | 7        |
| 4.                        | FC Liégeois      | 25    | 23    | 11    | X   | ... | X   | 14.      | Olympic Charleroi | 25       | 19       | 7        |
| 6.                        | La Gantoise      | 25    | 27    | 10    | X   | ... | X   | 16.      | Eendracht Aalst   | 25       | 17       | 6        |

### Le maintien, dernier suspense
Une fois le titre en poche, Anderlecht lâche du lest ne gagne aucun de ses cinq derniers matches. La lutte pour le podium occupe le Standard, l'Antwerp, le FC Brugeois et le FC Liégeois. Mais il s'agit de « places d'honneur » car à cette époque, l'ordre du classement final n'est pas déterminant pour une qualification européenne. Le dernier suspense est la désignation des deux descendants. Battu trois fois de suite, Alost est condamné au soir de la 28e journée. À ce moment, six équipes peuvent encore, mathématiquement, se retrouver à la 15e place, synonyme de retour en « D2 ».
| Positions le 22 avril 1962 |                               |    |    |   |
| Bottom 7                   |                               |    |    |   |
| P                          | Clubs                         | J  | P  | V |
| 10.                        | FC Diest Lierse SK            | 28 | 24 | 9 |
| 12.                        | Beerschot AC                  | 28 | 24 | 7 |
| 13.                        | CS Brugeois Olympic Charleroi | 28 | 22 | 8 |
| 14.                        | THOR Waterschei               | 28 | 22 | 7 |
| 16.                        | Eendracht Aalst               | 28 | 17 | 6 |

Lors de la 29e journée, THOR Waterschei (24, 8v) pense faire un bon pas vers le maintien en battant le « Club Brugeois » (3-1). Et ce d'autant que l'Olympic (23, 8v) a été contraint au partage à Diest (2-2). Le CS Brugeois (22, 8v) qui a subi la loi du Daring CB  (0-4) est alors avant-dernier.
Mais les « Thorians » doivent déchanter lors de l'ultime journée. Au stade Bossaert, ils mordent la poussière devant le Daring (2-1) pendant que les « Dogues » écartent le Lierse (4-1) et que le « Cercle » va s'imposer à Alost (0-1).

## Résultats et classement

### Résultats des rencontres
Avec seize clubs engagés, 240 matches sont au programme de la saison.
| Résultats (▼dom., ►ext.)                                   | AAL | AND | ANT | BEE | CSB | BRU | DAR | DIE | GAN | FCL | LIE | OLY | STA  | USG | STT | WAT |
| K. SC Eendracht Aalst                                      |     | 0-0 | 1-2 | 0-0 | 0-1 | 0-1 | 1-3 | 1-2 | 0-1 | 0-2 | 1-0 | 0-2 | 0-5F | 2-0 | 3-2 | 2-0 |
| R. SC Anderlechtois                                        | 2-0 |     | 3-5 | 1-1 | 2-1 | 2-0 | 2-0 | 3-2 | 4-2 | 1-0 | 1-1 | 3-0 | 2-0  | 1-1 | 3-2 | 6-1 |
| R. Antwerp FC                                              | 7-0 | 1-4 |     | 0-1 | 5-1 | 1-1 | 3-1 | 2-2 | 2-1 | 3-1 | 1-1 | 0-3 | 2-0  | 2-1 | 1-1 | 5-2 |
| R. Beerschot AC                                            | 1-1 | 1-5 | 1-1 |     | 3-0 | 1-0 | 3-2 | 3-0 | 5-0 | 1-2 | 2-2 | 2-0 | 0-1  | 2-1 | 0-1 | 0-2 |
| R. CS Brugeois                                             | 5-0 | 0-3 | 3-1 | 0-0 |     | 0-2 | 0-4 | 3-1 | 1-3 | 3-0 | 1-2 | 1-1 | 2-1  | 1-4 | 0-0 | 5-1 |
| R. FC Brugeois                                             | 1-0 | 1-1 | 0-2 | 1-0 | 1-1 |     | 1-1 | 3-0 | 2-1 | 1-1 | 1-4 | 3-0 | 3-2  | 3-1 | 2-2 | 1-0 |
| R. Daring CB                                               | 3-0 | 0-2 | 1-4 | 3-1 | 5-0 | 1-1 |     | 1-0 | 0-0 | 1-2 | 1-2 | 1-3 | 3-5  | 1-0 | 1-1 | 2-1 |
| K. FC Diest                                                | 2-3 | 0-3 | 1-1 | 0-0 | 2-0 | 0-4 | 3-1 |     | 4-2 | 1-0 | 0-0 | 2-2 | 0-1  | 3-1 | 2-2 | 5-3 |
| ARA La Gantoise                                            | 2-1 | 1-5 | 2-6 | 3-0 | 0-1 | 0-0 | 2-2 | 1-0 |     | 0-0 | 3-1 | 2-0 | 0-2  | 0-1 | 3-0 | 2-2 |
| R. FC Liégeois                                             | 2-1 | 1-2 | 0-0 | 2-0 | 3-0 | 1-0 | 0-0 | 1-1 | 4-0 |     | 1-0 | 2-0 | 1-0  | 0-0 | 2-1 | 0-2 |
| K. Lierse SK                                               | 2-3 | 2-3 | 5-1 | 2-1 | 3-5 | 2-1 | 1-2 | 1-2 | 2-1 | 2-2 |     | 1-0 | 2-1  | 1-0 | 1-3 | 2-4 |
| R. Olympic CC                                              | 0-0 | 1-3 | 2-2 | 0-0 | 7-2 | 2-2 | 3-0 | 1-2 | 0-0 | 0-0 | 4-1 |     | 1-2  | 1-0 | 0-2 | 3-0 |
| R. Standard CL                                             | 3-1 | 2-1 | 0-0 | 1-1 | 7-1 | 3-0 | 1-1 | 4-3 | 0-0 | 2-1 | 4-1 | 1-0 |      | 2-0 | 2-0 | 2-0 |
| Union St-Gilloise SR                                       | 4-1 | 0-0 | 1-3 | 3-0 | 1-1 | 1-2 | 2-3 | 1-0 | 1-4 | 0-0 | 3-1 | 1-0 | 0-2  |     | 2-0 | 2-1 |
| K. Sint-Truidense VV                                       | 5-1 | 3-3 | 2-3 | 1-2 | 0-0 | 1-2 | 3-0 | 2-0 | 1-2 | 0-1 | 3-3 | 3-0 | 3-1  | 1-3 |     | 4-1 |
| Waterschei SV THOR                                         | 3-2 | 0-4 | 1-1 | 1-1 | 2-0 | 3-1 | 1-2 | 2-0 | 1-3 | 2-2 | 3-1 | 1-1 | 2-0  | 1-1 | 1-1 |     |
| - Victoire à domicile - Match nul - Victoire à l'extérieur |     |     |     |     |     |     |     |     |     |     |     |     |      |     |     |     |

- Note: La rencontre « Eendracht Aalst-Standard » a été arrêtée alors que le score était de 0-3. Le Comité Sportif a infligé un score de forfait (0-5) au profit des liégeois (voir ci-dessus « Affaire Blavier »).

### Évolution du classement journée par journée

#### Leader au fil des journées
La « ligne du temps » ci-dessous renseigne le premier du classement « à la fin des journées effectives » et « ce chronologiquement par rapport au plus grand nombre de parties jouées ». Concrètement cela signifie l'équipe totalisant le plus de points quant au moins une formation a disputé le nombre de journées en question, que ce leader ait ou pas joué ce nombre de matches. Cela essentiellement en cas de remises partielles ou de rencontres décalées.
- En cas d'égalité de points et de victoires, le leader donné est l'équipe ayant la meilleure différence de buts, même si pour rappel ce critère n'est pas pris en compte pour départager les formations en cas de montée ou descente.

### Classement final
| Rang | Équipe                | Pts | J  | G  | N  | P  | Bp | Bc | Diff |
| ---- | --------------------- | --- | -- | -- | -- | -- | -- | -- | ---- |
| 1    | R. SC ANDERLECHTOIS   | 49  | 30 | 21 | 7  | 2  | 75 | 29 | +46  |
| 2    | R. Standard CL T      | 40  | 30 | 18 | 4  | 8  | 57 | 31 | +26  |
| 3    | R. Antwerp FC         | 40  | 30 | 15 | 10 | 5  | 67 | 43 | +24  |
| 4    | R. FC Liégeois        | 36  | 30 | 13 | 10 | 7  | 34 | 24 | +10  |
| 5    | R. FC Brugeois        | 35  | 30 | 13 | 9  | 8  | 41 | 34 | +7   |
| 6    | R. Daring CB          | 30  | 30 | 11 | 8  | 11 | 46 | 47 | -1   |
| 7    | ARA La Gantoise       | 29  | 30 | 11 | 7  | 12 | 41 | 48 | -7   |
| 8    | K. Sint-Truidense VV  | 27  | 30 | 9  | 9  | 12 | 50 | 45 | +5   |
| 9    | R. Beerschot AC       | 27  | 30 | 8  | 11 | 11 | 32 | 36 | -4   |
| 10   | Union St-Gilloise SR  | 26  | 30 | 10 | 6  | 14 | 36 | 39 | -3   |
| 11   | K. Lierse SK          | 26  | 30 | 10 | 6  | 14 | 49 | 58 | -9   |
| 12   | K. FC Diest           | 25  | 30 | 9  | 7  | 14 | 40 | 52 | -12  |
| 13   | R. Olympic CC         | 25  | 30 | 8  | 9  | 13 | 37 | 39 | -2   |
| 14   | R. CS Brugeois        | 24  | 30 | 9  | 6  | 15 | 39 | 64 | -25  |
| 15   | K. Waterschei SV THOR | 24  | 30 | 8  | 8  | 14 | 43 | 61 | -18  |
| 16   | K. SC Eendracht Aalst | 17  | 30 | 6  | 5  | 19 | 25 | 62 | -37  |

Légende
- Champion de Belgique 1962, qualifié pour la Coupe des clubs champions européens
- Club inscrit en Coupe des villes de foires pour la saison suivante
- Club relégué pour la saison suivante

Abréviations
T : Tenant du titre 1961

 : club promu de Division 2 depuis la saison précédente

### Meilleur buteur
Jacques Stockman (R. SC Anderlechtois), avec 29 buts. Il est le 40e joueur belge différent à terminer meilleur buteur de la plus haute division belge.

#### Classement des buteurs
Le tableau ci-dessous reprend les 19 meilleurs buteurs du championnat, soit les joueurs ayant inscrit dix buts ou plus durant la saison.
| #   | Pays | Joueur                | Club                  | Buts | Matches joués |
| --- | ---- | --------------------- | --------------------- | ---- | ------------- |
| 1.  |      | Jacques Stockman      | R. SC Anderlechtois   | 29   | 30            |
| 2.  |      | Roger Claessen        | R. Standard CL        | 21   | 23            |
| 3.  |      | André Assaka          | R. Daring CB          | 19   | 26            |
| =.  |      | Léon Ritzen           | K. Waterschei SV THOR | 19   | 29            |
| 5.  |      | Jef Van Gool          | R. Antwerp FC         | 16   | 23            |
| 6.  |      | Julien Van Roosbroeck | K. FC Diest           | 15   | 30            |
| 7.  |      | Roger Maes            | K. Sint-Truidense VV  | 14   | 28            |
| =.  |      | Aloïs Goossens        | K. Lierse SK          | 14   | 30            |
| 9.  |      | Florent Bohez         | R. Antwerp FC         | 13   | 21            |
| =.  |      | Jean-Pierre Janssens  | R. SC Anderlechtois   | 13   | 28            |
| =.  |      | Roger Vangansbeke     | R. FC Brugeois        | 13   | 29            |
| 12. |      | Urbain Segers         | ARA La Gantoise       | 12   | 21            |
| =.  |      | Théophile Lolinga     | K. Sint-Truidense VV  | 12   | 28            |
| 14. |      | Gilbert Bailliu       | R. CS Brugeois        | 11   | 17            |
| =.  |      | Hubert Lepère         | R. Olympic CC         | 11   | 21            |
| =.  |      | Maurice Willems       | ARA La Gantoise       | 11   | 26            |
| =.  |      | Karel Beyers          | R. Antwerp FC         | 11   | 30            |
| 18. |      | Paul Van Himst        | R. SC Anderlechtois   | 10   | 29            |
| =.  |      | Marcel Maes           | K. FC Diest           | 10   | 30            |

## Parcours européens des clubs belges

### Parcours du Standard de Liège en Coupe des clubs champions
Le Standard réussit à nouveau un bon parcours européen, ce qui confirme et augmente sa popularité. Les joueurs éliminent assez aisément les norvégiens de Fredrikstad, puis les Finlandais du Haka Valkeakoski.
En quarts de finale, le matricule 16 est opposé aux écossais des Glasgow Rangers. Pour le match aller, le stade de Sclessin est archi-comble. Le public se presse jusqu'aux lignes de touche et les joueurs doivent écarter la foule pour botter les coups de coin! Dans une ambiance de folie, les « Rouches » s'imposent 4-1. S'accrochant solidement lors de la manche retour, les champions de Belgique ne s'inclinent que 2-0. Le Standard est le premier club belge demi-finaliste de la Coupe des champions. 
Dans le dernier carré, le Standard hérite du Real Madrid, un adversaire trop fort pour le cercle liégeois, éliminé après deux défaites, 4-0 à Madrid et 0-2 à Liège.

### Parcours de l'Union en Coupe des Villes de Foires
L'Union Saint-Gilloise est éliminée au premier tour (seizièmes de finale) par les écossais de Heart of Midlothian. Le club bruxellois est battu lors des deux manches : 1-3 à domicile et 2-0 en déplacement.

## Récapitulatif de la saison
- Champion : R. SC Anderlechtois (9e titre)
- Deuxième équipe à remporter neuf titres de champion de Belgique
- 31e titre pour la province de Brabant.

| Région flamande (9)             | Région flamande (9) | Province de Brabant (4)      | Province de Brabant (4) | Région wallonne (3)    | Région wallonne (3) |
| ------------------------------- | ------------------- | ---------------------------- | ----------------------- | ---------------------- | ------------------- |
| Province d'Anvers               | 4                   | Région de Bruxelles-Capitale | 3                       | Province de Hainaut    | 1                   |
| Province de Flandre-Occidentale | 2                   | Province du Brabant flamand  | 1                       | Province de Liège      | 2                   |
| Province de Flandre-Orientale   | 1                   | Province du Brabant wallon   | 0                       | Province de Luxembourg | 0                   |
| Province de Limbourg            | 2                   |                              |                         | Province de Namur      | 0                   |

1. ↑  Au niveau footballistique, la province de Brabant est toujours unitaire malgré sa partition territoriale en 1995.

### Admission et relégation
Le Waterschei THOR et l'Eendracht Alost sont relégués en Division 2. Ils sont remplacés par Berchem Sport et Beringen, deux clubs qui avaient quitté la Division 1 au terme de la saison 1959-1960.

### Débuts en Division 1
Un club fait ses débuts dans la plus haute division belge. Il est le 51e club différent à y apparaître.
- Le Koninklijke Football Club Diest est le 17e club de la province de Brabant à évoluer dans la plus haute division belge.

### Coupe du monde 1962
La septième édition de la Coupe du monde est organisée au Chili. Le Brésil conserve son titre mondial remporté 4 ans plus tôt.
Les « Diables Rouges » ne se sont pas qualifiés. Versés dans un groupe de 3 équipes, ils subissent quatre défaites en autant de matches, des œuvres de la Suède et de la Suisse qui terminent à égalité. Les suisses gagnent leur billet pour le Chili à la suite d'un match de barrage disputé à Berlin-Ouest

### Bilan de la saison
| Championnat de Belgique de football 1961-1962 |                                |
| Champion                                      | R. SC Anderlechtois (9e titre) |
| Dauphin                                       | R. Standard CL                 |
| Qualifications continentales                  |                                |
| Coupe des clubs champions européens 1962-1963 | R. SC Anderlechtois            |
| Coupe des villes de foires 1962-1963          | Union St-Gilloise SR           |
| Promotions et relégations                     |                                |
| Promus en Division 1                          | R. Berchem Sport               |
| Promus en Division 1                          | K. Beringen FC                 |
| Relégués en Division 2                        | K. SC Eendracht Aalst          |
| Relégués en Division 2                        | K. Waterschei SV THOR          |